# Langpootzakkever
De langpootzakkever (Labidostomis longimana) is een keversoort uit de familie bladkevers (Chrysomelidae). De wetenschappelijke naam van de soort werd in 1760 gepubliceerd door Linnaeus.